# 아로스 콘 포요

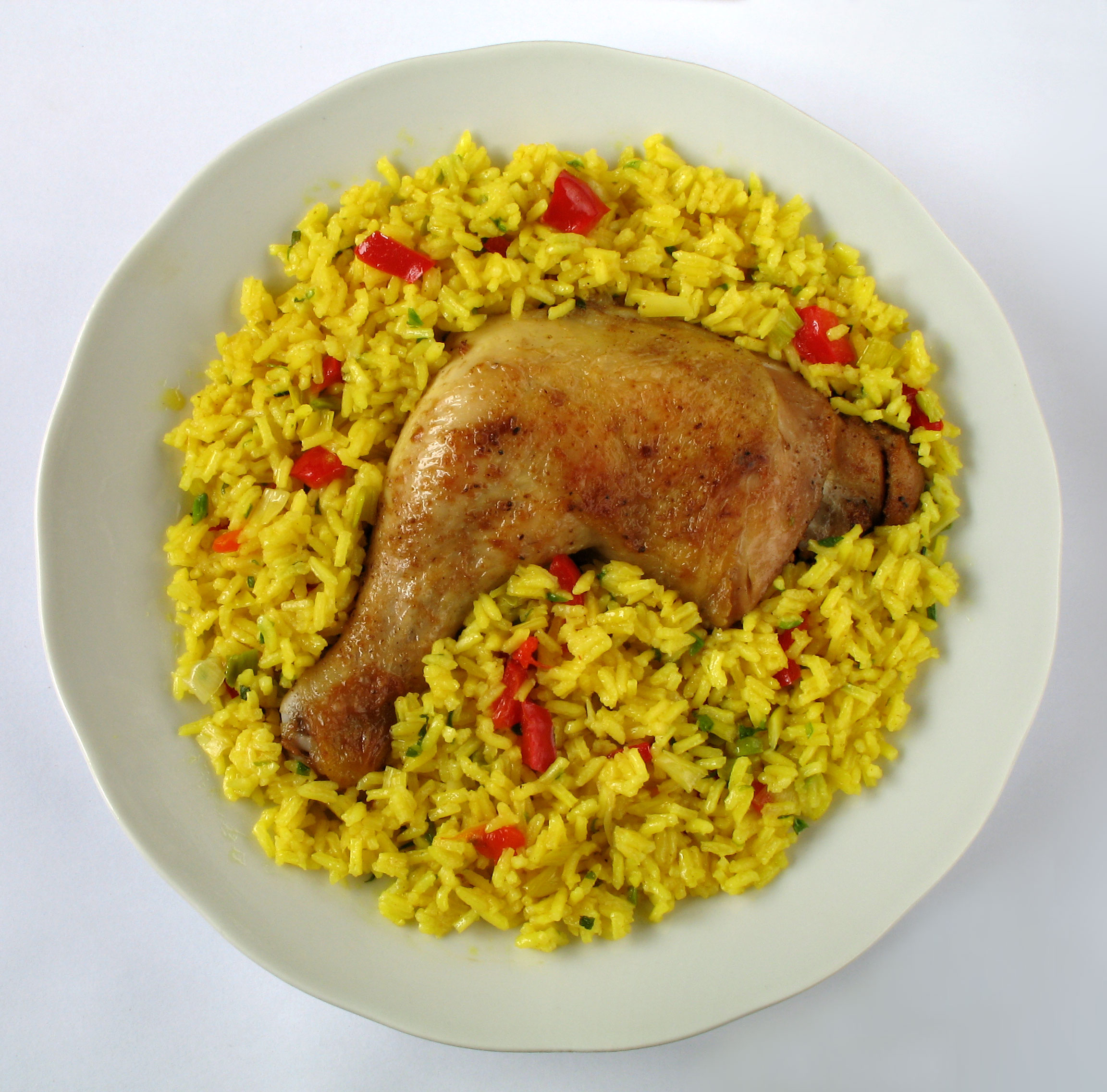
아로스 콘 포요

아로스 콘 포요(스페인어: arroz con pollo)는 스페인식의 닭고기밥이다. 쌀, 양파, 사프란, 때로는 토마토를 넣으며, 피망이나 완두콩도 곁들인다.

## 같이 보기
- 갈리냐다